# Bausparkasse
Bei den Bausparkassen handelt es sich um Spezialbanken, die aufgrund der z. B. im deutschen Gesetz über Bausparkassen (BauSparkG) geregelten Geschäftskreisbeschränkung im Wesentlichen nur die Wohnungsbaufinanzierung über Bausparverträge betreiben.

## Grundidee

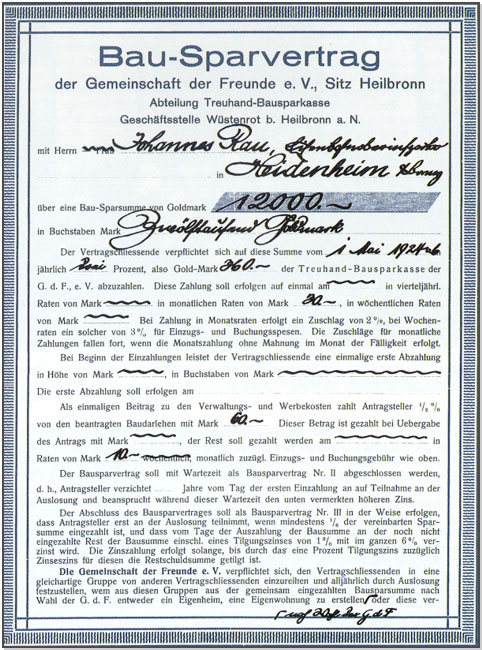
Bausparvertrag

Die Grundidee des Bausparens kann man an folgendem Beispiel verdeutlichen:
Zehn Bauwillige ohne Eigenkapital sparen mit dem Ziel, Wohneigentum zu erwerben. Wenn jeder in der Lage ist, ein Zehntel der Erwerbskosten pro Jahr zu sparen, so hätte jeder nach zehn Jahren das nötige Kapital angesammelt. Bringen die zehn Bauwilligen ihr Erspartes in einen gemeinsamen „Spartopf“ ein, so kann hieraus die benötigte Summe dem ersten von ihnen bereits nach einem Jahr ausgezahlt (Zuteilung) werden (ein Zehntel als Rückzahlung der erbrachten Sparleistung und neun Zehntel als Bauspardarlehen). Wenn jetzt unterstellt wird, dass der zugeteilte Bausparer jedes Jahr ein Zehntel der erhaltenen Bausparsumme als Tilgung des Bauspardarlehens in den gemeinsamen „Zuteilungstopf“ zurückzahlt, so kann der zweite Bausparer seine Baumaßnahme bereits im zweiten Jahr verwirklichen. Im dritten Jahr sind, unter gleichen Voraussetzungen, acht Spar- und zwei Tilgungsleistungen im „Zuteilungstopf“, so dass auch der dritte Bausparvertrag zugeteilt werden kann.
Die Bausparwirklichkeit ist allerdings etwas komplizierter, da es keine geschlossene Bauspargruppe gibt. Gleichwohl basiert das heutige Bausparsystem auf der dargestellten Grundidee des kollektiven Bausparens.

## Geschichte
Der erste bis heute erhalten gebliebene schriftliche Nachweis des dem Bausparsystem zugrundeliegenden kollektiven Spargedankens geht auf das 3. vorchristliche Jahrhundert in China zurück. Während der Han-Dynastie wurden gemeinnützige Spargesellschaften auf Gegenseitigkeit gegründet. Bausparen in China ist auch derzeit wieder ein Thema.
Mit der Gründung von Ketley's Building Society 1775 in Birmingham begann die Geschichte der Bausparkassen in der Neuzeit. Das Konzept der Building Society verbreitet sich rasch in England und den britischen Kolonien, aber auch in den USA (1831) sowie in Brasilien (1834). Diese Vorläufer der modernen Bausparkassen waren sogenannte „Terminating Building Societies“, da sie aufgelöst wurden, wenn das letzte Mitglied des Systems in den Besitz eines Eigenheims gelangt war.
Im Gegensatz dazu waren deutsche Bausparkassen von Anfang an dauerhafte Einrichtungen. 1885 wurde durch Pastor von Bodelschwingh in Bielefeld die erste deutsche Bausparkasse, die Bausparkasse für Jedermann, gegründet.
Endgültig durchsetzen konnte sich das Bausparsystem in Deutschland erst in den Jahren 1921 bis 1929 aufgrund des hohen Finanzmittelbedarfes zur Lösung des Wohnungsproblems nach dem Ersten Weltkrieg. Bis dahin gab es deutschlandweit für bauwillige Siedler eine Vielzahl kleinerer, teils örtlich begrenzter und meist mit beschränkter Haftung gegründeter „Bau- und Sparvereine gGmbH“, die nach ähnlichen Prinzipien arbeiteten (siehe auch Wohnungsbaugenossenschaften). Begünstigend auf das Bausparwesen hat sich in Deutschland nach dem Ersten Weltkrieg als Folge der durch Inflation und Aufwertung hervorgerufenen Kapitalknappheit ausgewirkt. Zwischen 1924 und 1930 entstanden über 400 private Bausparkassen. Zudem gab es 1929 achtzehn öffentliche Bausparkassen der Sparkassen-Finanzgruppe. Wegen Missständen wurden die 1931 noch 266 vorhandenen privaten Bausparkassen vom 1. Oktober 1931 an einer reichseinheitlichen Fachaufsicht unterstellt. Die Zahl der privaten Bausparkassen ging bis 1939 auf 38 zurück, während die Zahl der öffentlichen Bausparkassen gleich blieb.
Ende der 1930er Jahre gab es die erste grundlegende Änderung im deutschen Bausparsystem. Das bis dahin gebräuchliche „Lossystem“ wurde durch ein Bewertungsverfahren, das gerechter war, ersetzt. Es machte den Zuteilungstermin des einzelnen Bausparers von der Art und Weise seiner Sparkapitalbildung abhängig.
Nach der Währungsreform 1948 begann mit dem Wirtschaftswunder der Aufschwung der deutschen Bausparkassen.
1973 traten in Deutschland das Bausparkassengesetz und die Bausparkassenverordnung in Kraft. Damit wurde für die Geschäftstätigkeit der privaten und öffentlichen Bausparkassen eine einheitliche gesetzliche Grundlage geschaffen.
Durch die Novellierung des Bausparkassengesetzes 1991 wurde den Bausparkassen der Weg in den Europäischen Binnenmarkt eröffnet. Gleichzeitig wurde die Möglichkeit von Blankodarlehen für Kleinstdarlehen und ein umfangreiches Paket bauspartechnischer Sicherungsmaßnahmen geschaffen. Einzelne deutsche Bausparkassen expandierten unter anderem in China, ebenso in Osteuropa.

## Bausparen in Deutschland

### Bauspargeschäft
Bauspargeschäft ist die Entgegennahme von Bauspareinlagen und die Ausgabe von Bauspardarlehen. Bauspareinlagen sind Einlagen, die einen Rechtsanspruch auf Zuteilung eines Bauspardarlehens nach Erreichen der vertraglich vereinbarten Zuteilungsvoraussetzungen zu bei Vertragsabschluss feststehenden allgemeinen Bedingungen (u. a. die Verzinsung der Bauspareinlagen und der Bauspardarlehen) einräumen. Bauspardarlehen dürfen für wohnungswirtschaftliche Maßnahmen gewährt werden und müssen mit einem Grundpfandrecht abgesichert werden. Besonderheit ist, dass die Bauspareinlagen (genauer die durch die Bauspareinlagen auf der Aktivseite verbuchten Zentralbankreserven) nur für die Refinanzierung der Bauspardarlehen oder die Rückzahlung von Bauspareinlagen verwendet werden dürfen (Zweckbindung), es sei denn sie werden in gesetzlich vorgegebener Form angelegt. 
Die Bausparkasse stellt die Bauspardarlehen nicht beliebigen Darlehensnehmern zur Verfügung, sondern nur den Bausparern selbst. Das charakteristische Merkmal des Bausparens ist das „Kollektiv“, d. h. die Geschlossenheit des teilnehmenden Personenkreises, wobei die Bausparer bis zur Auszahlung des Bausparguthabens Gläubiger der Bausparkassen und nach Zuteilung des Bauspardarlehens Schuldner der Bausparkasse sind. Mit diesem System wird im Wege der Selbsthilfe ein in sich geschlossener Markt geschaffen, bei dem durch Verzicht auf marktgerechten Einlagenzins ein niedriger Darlehenszins ermöglicht wird.

### Sonstige Geschäfte
Bausparkassen dürfen auch Gelddarlehen gewähren, die der Vorfinanzierung oder der Zwischenfinanzierung von Leistungen der Bausparkasse auf Bausparverträge ihrer Bausparer dienen. In einem begrenzten Umfang dürfen Bausparkassen für wohnungswirtschaftliche Maßnahmen sonstige Gelddarlehen verleihen, die in keinem Zusammenhang mit Bauspareinlagen stehen (Gelddarlehen ohne Bausparvertrag).
Zur Refinanzierung dürfe Bausparkassen neben den Bauspareinlagen, die einen Rechtsanspruch auf Zuteilung eines Bauspardarlehens gewähren, auch sonstige Einlagen annehmen, Schuldverschreibungen und Pfandbriefe ausgeben und Kredite von Kreditinstituten in Anspruch nehmen.

### Trennungsprinzip
Das Bauspargeschäft darf nur von Spezialbanken betrieben werden. Anderen Kreditinstituten ist die Annahme von Geldbeträgen untersagt, wenn der überwiegende Teil der Geldgeber einen Rechtsanspruch darauf hat, dass ihnen aus diesen Geldbeträgen Darlehen gewährt oder Gegenstände auf Kredit verschafft werden (Verbot des Zwecksparens).
Grund hierfür ist die besondere Risikostruktur des Bauspargeschäfts, die sich aus dem Wartezeitenproblem des Bausparens und dem besonderen Zinsänderungsrisiko. Das Wartezeitproblem besteht darin, dass Darlehensansprüche nur eines Teiles der Bausparer gleichzeitig befriedigt werden können. Das ist die Folge des Bausparerkollektivs, bei dem der Kreis der Sparer mit dem Kreis der künftigen Darlehensnehmer deckungsgleich ist. Bauspardarlehen, können nur mit Zentralbankreserven refinanziert werden, die aus den Einzahlungen ihrer Bausparer und den Tilgungsleistungen ihrer Darlehensnehmer entstehen. Je mehr neue Bausparer gewonnen werden können, desto kürzer können die Wartezeiten sein. 
Das besondere Zinsänderungsrisiko besteht darin, dass die Zinsen eines künftigen Bauspardarlehens bereits zum Beginn der Ansparphase verbindlich festgelegt sind. 

### Rechtsformen in Deutschland
Die Bausparkassen unterscheiden sich untereinander in ihren Rechtsformen.
Die im Verband der acht privaten Bausparkassen zusammengeschlossenen Bausparkassen werden in der Rechtsform von Aktiengesellschaften betrieben und befinden sich überwiegend im Eigentum oder Einflussbereich von Versicherungsgesellschaften oder Banken. Aufgrund des Bausparkassengesetzes müssen Bausparkassen eigenständige Gebilde sein, weshalb Banken das Bauspargeschäft nicht direkt, sondern nur über Tochtergesellschaften durchführen können.
Anders als im Bankensektor gibt es hier keine Trennung zwischen privaten und genossenschaftlichen Instituten. Eine Sonderform ist somit die Bausparkasse Schwäbisch Hall, die der DZ Bank (Eigentümer: Volks- und Raiffeisenbanken) mehrheitlich gehört. Über eine Sonderrolle im Lager der privaten Bausparkassen verfügte auch das BHW, das zwar eine private Gesellschaft war, bis 2005 jedoch vom Deutschen Beamtenbund und dem Deutschen Gewerkschaftsbund getragen wurde. Am 2. Januar 2006 wurde BHW von der Postbank übernommen.
Die zweite Bausparkassengruppe, derzeit fünf Landesbausparkassen (LBS), besteht aus Instituten, die überwiegend in der Trägerschaft eines oder mehreren Bundesländer und/oder der jeweiligen Sparkassenorganisation stehen. Die Landesbausparkassen sind Mitglieder im Deutschen Sparkassen- und Giroverband und werden von dort durch die Bundesgeschäftsstelle Landesbausparkassen betreut.
Auf Grund der regionalen Gebietsaufteilung auf einzelne oder eine Gruppe von Bundesländern, stehen die Landesbausparkassen, im Gegensatz zu den bundesweit tätigen, privaten Bausparkassen, untereinander nicht im Wettbewerb.

### Bausparförderung in Deutschland
In der Bundesrepublik Deutschland wird das Bausparen durch die Gewährung von Wohnungsbauprämien für Sparleistungen auf Bausparkonten und die Zahlung von Arbeitnehmersparzulagen für die vermögenswirksamen Leistungen gefördert. Am 4. Juli 2008 wurde im Bundesrat das Eigenheimrentengesetz, auch Wohn-Riester genannt, eingeführt. Dieses sieht ab 1. November 2008 eine zusätzliche Förderung des Bausparens vor.

### Bausparkassen in Deutschland
Der Bausparmarkt in Deutschland wird zu etwa zwei Drittel durch die acht privaten Bausparkassen und zu etwa einem Drittel durch die fünf Landesbausparkassen abgedeckt.

## Bausparen in Österreich

### Bausparförderung in Österreich
In Österreich wird Bausparen durch die staatliche Bausparprämie gefördert. Die Höhe der Prämie wird jährlich neu festgelegt und richtet sich nach dem allgemeinen Zinsniveau. Sie beträgt mindestens 1,5 Prozent und maximal 4,0 Prozent. Gefördert werden pro Person und Jahr Einzahlungen von maximal 1.000,00 Euro (2008) – ab 2009 maximal 1.200,00 Euro. Die steuerliche Bindungsfrist beträgt sechs Jahre. Bei Kündigung des Bausparvertrages vor dieser Frist muss die Prämie zurückgezahlt werden. Wenn das angesparte Guthaben nachweislich für bestimmte wohnwirtschaftliche Maßnahmen wie Hausbau oder Sanierung verwendet wird, bleibt die Bausparprämie erhalten.
Die Entwicklung der Bausparprämie in den letzten Jahren:
- 2003 – 4,0 Prozent
- 2004 – 3,5 Prozent
- 2005 – 3,5 Prozent
- 2006 – 3,0 Prozent
- 2007 – 3,5 Prozent
- 2008 – 4,0 Prozent
- 2009 – 4,0 Prozent
- 2010 – 3,5 Prozent
- 2011 – 3,0 Prozent
- 2012 – 1,875 Prozent
- 2013 – 1,5 Prozent
- 2014 – 1,5 Prozent
- 2015 – 1,5 Prozent
- 2016 – 1,5 Prozent

### Bausparkassen in Österreich
In Österreich gibt es vier Bausparkassen:
- start:bausparkasse (vormals Allgemeine Bausparkasse, ABV)
- Raiffeisen Bausparkasse
- Bausparkasse Wüstenrot AG
- s Bausparkasse

## In anderen Ländern
Der britische Begriff der building society wird oftmals als „Bausparkasse“ übersetzt. Britische building societies sind genossenschaftlich organisiert und bieten ihren Mitgliedern und Kunden oftmals eine Vielzahl an Produkten des standardisierten Privatkundengeschäfts an, unter anderem Girokonten, Sparkonten, Kreditkarten oder Depots.